# WAKO-PRO

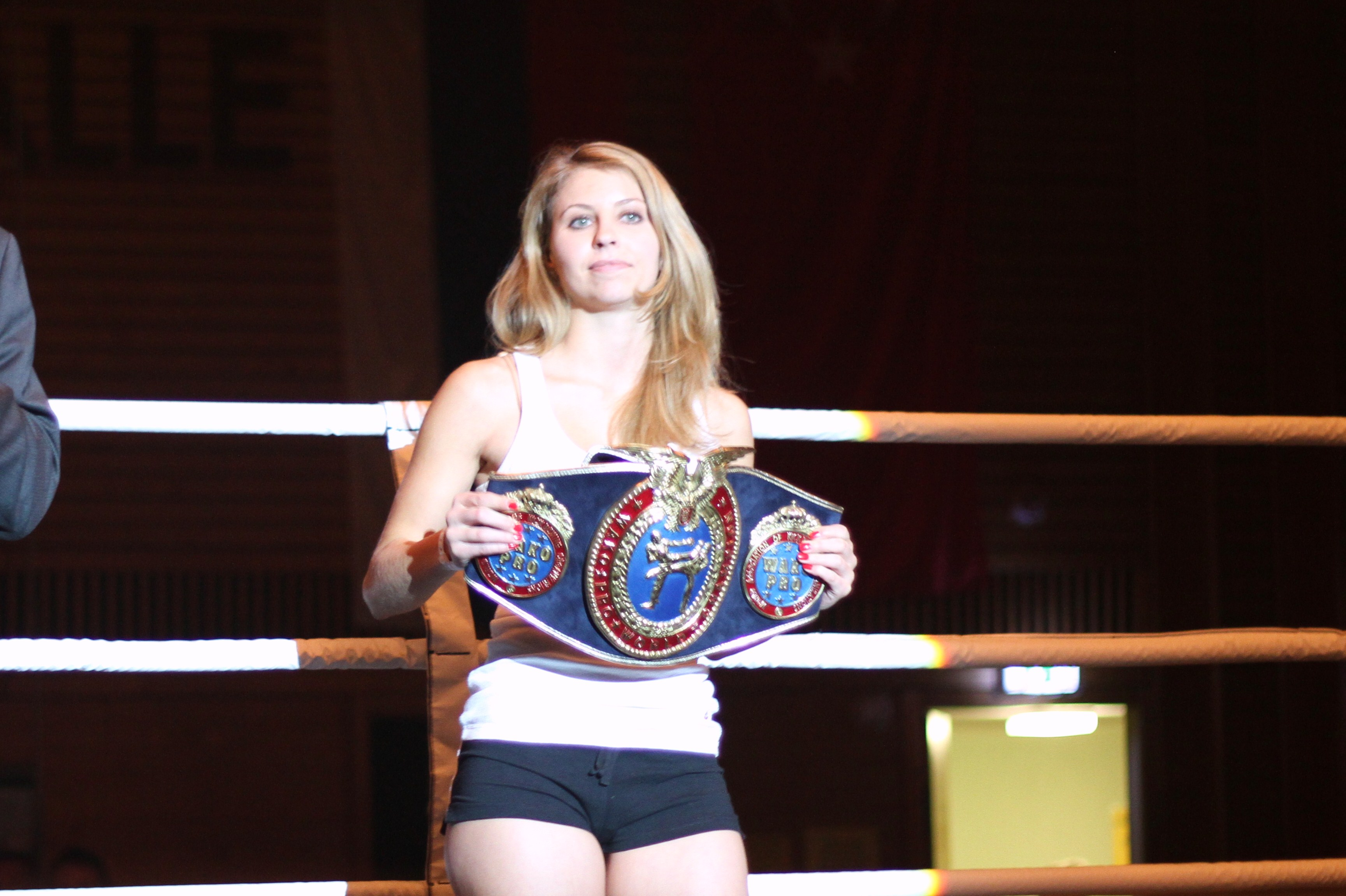
WM-Gürtel der WAKO-PRO

Die WAKO-PRO ist der Internationale Kickbox-Kampfsportverband der Kickbox-Profis der WAKO organisiert. Der Präsident der WAKO-PRO Deutschland ist Jürgen Schorn aus Ebern. Inzwischen sind Vereine und Clubs aus 30 Ländern in der WAKO-PRO organisiert.

## Gründung
Während der WAKO-Europameisterschaften 1991 in Spanien überlegten sich die verantwortlichen Funktionäre der WAKO, wie sie ein Abwandern ihrer Kickbox-Profis an andere Verbände verhindern können. Die WAKO wurde ursprünglich nur für Amateure gegründet.
Sie beschlossen daher einen eigenen Profi-Kickbox-Weltverband zu gründen. Heute haben sich in der WAKO-PRO über 30 Länder aus allen Weltteilen zusammengeschlossen. In erster Linie ging es darum die Disziplinen, die Schutzausrüstungen und die Gewichtsklassen für alle Profis zu standardisieren. In der WAKO-PRO wird in inzwischen in sechs Disziplinen gekämpft. Diese sind Vollkontakt, Leichtkontakt, Pointfighting (ehemals Semikontakt), Low Kick, Thai Boxing und K-1 Rules.

## Disziplinen

### Semikontakt
Der Semikontakt ähnelt dem Pointfighting. Jeder Treffer wird sofort angezeigt. Der Kampf wird hierfür unterbrochen. Der Semikontakt entspricht dem olympischen Fechten. Es dürfen nur leichte und kontrollierte Treffer gesetzt werden. Hier kommt es auf die Schnelligkeit der Treffer an.

### Leichtkontakt
Der Leichtkontakt ist der Wettkampf in der mit leichten und genauen Treffern gepunktet werden soll. Er ähnelt dem Sparring, bei dem es nicht darum geht, den Gegner zu verprügeln, sondern die eigenen Fähigkeiten zu trainieren und zu verbessern. Das Ausführen von schönen und sauberen Treffern ist hier gewollt.

### Vollkontakt
Der Vollkontaktkampf ist die Königsdisziplin im Kickboxen. Hier darf der Gegner k. o. geschlagen werden. Im Wettkampf ist der volle Einsatz der regelkonformen Techniken erlaubt und gewollt. Es kann nach Punkten gewonnen werden oder bei Knock-out. Hier kommt es auf Kondition, Koordination und die körperliche Härte an. Es darf mit Händen und Füßen getroffen werden. Die Kampfzeit beträgt bei WM-Kämpfen 12 Runden, bei EM-Kämpfen 10 Runden, und bei Deutschen Meisterschaften sieben Runden.

## Schutzausrüstung und Regeln
Die Regeln der WAKO-PRO schreiben verbindliche Schutzausrüstung vor, um schwerwiegende Verletzungen der Kämpfer zu vermeiden. So müssen Männer im Wettkampf einen Tiefschutz tragen, Frauen einen Brustschutz mit Hartschalen. Im Semikontakt muss mit Kopfschutz gekämpft werden, im Leichtkontakt können Absprachen über den Kopfschutz getroffen werden (beide oder keiner). Beim Vollkontakt darf nicht mit Kopfschutz gekämpft werden. Der Zahnschutz, der Schienbeinschutz sowie der Fußschutz müssen von der WAKO-PRO zugelassen werden. Die Wettkampf-Handschuhe werden vom Veranstalter gestellt. Sie sind fabrikneu und vom selben Hersteller. Bei Fehlen der Schutzausrüstung wird der Kämpfer disqualifiziert. Die Trefferflächen beim Semikontakt sind der Kopf und der Oberkörper. Die Beine dürfen nur gefegt werden. Beim Vollkontakt darf mit Fäusten und Beinen alles getroffen werden. Tiefschläge sind nicht erlaubt. Kämpfer, die einen Titel besitzen, müssen ihn einmal im Jahr verteidigen. Diese Regel wird aber locker gehandhabt. Die Kampfzeit beträgt pro Runde zwei Minuten mit einer Minute Pause. Bei allen Kämpfen wird von den Kampfrichtern darauf geachtet, dass Beintechniken und Armtechniken gleichmäßig eingesetzt werden.

## Gewichtsklassen
| kg          | Bezeichnung                |
| ----------- | -------------------------- |
| bis 52,700  | Atom-Weight                |
| bis 54,500  | Fly-Weight                 |
| bis 56,400  | Bantam-Weight              |
| bis 58,200  | Feather-Weight             |
| bis 60,000  | Light-Weight               |
| bis 62,300  | Super Light Weight         |
| bis 64,500  | Light-Welter-Weight        |
| bis 66,800  | Welter-Weight              |
| bis 69,100  | Super-Welter-Weight        |
| bis 71,800  | Light-Middle-Weight        |
| bis 75,000  | Middle-Weight              |
| bis 78,100  | Super-Middle-Weight        |
| bis 81,400  | Light-Heavy-Weight         |
| bis 85,100  | Cruiser-Light-Heavy-Weight |
| bis 88,600  | Heavy-Weight               |
| bis 94,100  | Cruiser-Heavy-Weight       |
| über 94,200 | Super-Heavy-Weight         |

## WAKO-PRO Weltmeister
- Ralf Krause
- Roland Conar
- Michael Kuhr
- Ferdinand Mack
- Semen Poskotin
- Pavlica Steko
- Christine Theiss
- Markus Zadra